# Formula di Gell-Mann-Nishijima
La formula di Gell-Mann-Nishijima (a volte nota come formula NNG) mette in relazione il numero barionico B, la stranezza S, l'isospin I3 di quark e adroni con la carica elettrica Q. Fu originariamente formulato da Kazuhiko Nishijima e Tadao Nakano nel 1953, e portò alla proposta di stranezza come concetto, che Nishijima chiamò originariamente "eta-carica" per il mesone eta. Murray Gell-Mann ha proposto la formula indipendentemente nel 1956. La versione moderna (Formula della massa di Gell-Mann-Okubo) della formula mette in relazione tutti i numeri quantici di sapore (isospin su e giù, stranezza, charm, bottomness e topness) con il numero barionico e la carica elettrica.

## Formula
La forma originale della formula Gell-Mann-Nishijima è:
{\displaystyle Q=I_{3}+{\frac {1}{2}}(B+S)\ }
Questa equazione era originariamente basata su esperimenti empirici. Ora è inteso come risultato del modello a quark. In particolare, la carica elettrica Q di un quark o di un adrone è correlata al suo isospin I3 e alla sua ipercarica Y tramite la relazione:
{\displaystyle Q=I_{3}+{\frac {1}{2}}Y\ }
{\displaystyle Y=2(Q-I_{3})}
Dalla scoperta dei sapori di quark charm, top e bottom, questa formula è stata generalizzata. Ora assume la forma:
{\displaystyle Q=I_{3}+{\frac {1}{2}}(B+S+C+B^{\prime }+T)}
dove Q è la carica, I3 la terza componente dell'isospin, B il numero barionico, e S, C, B ′, T sono i numeri di stranezza, charm, bottomness e topness.
Espressi in termini di contenuto di quark, questi diventerebbero:
{\displaystyle {\begin{aligned}Q&={\frac {2}{3}}\left[\left(n_{\text{u}}-n_{\bar {\text{u}}}\right)+\left(n_{\text{c}}-n_{\bar {\text{c}}}\right)+\left(n_{\text{t}}-n_{\bar {\text{t}}}\right)\right]-{\frac {1}{3}}\left[\left(n_{\text{d}}-n_{\bar {\text{d}}}\right)+\left(n_{\text{s}}-n_{\bar {\text{s}}}\right)+\left(n_{\text{b}}-n_{\bar {\text{b}}}\right)\right]\\B&={\frac {1}{3}}\left[\left(n_{\text{u}}-n_{\bar {\text{u}}}\right)+\left(n_{\text{c}}-n_{\bar {\text{c}}}\right)+\left(n_{\text{t}}-n_{\bar {\text{t}}}\right)+\left(n_{\text{d}}-n_{\bar {\text{d}}}\right)+\left(n_{\text{s}}-n_{\bar {\text{s}}}\right)+\left(n_{\text{b}}-n_{\bar {\text{b}}}\right)\right]\\I_{3}&={\frac {1}{2}}[(n_{\text{u}}-n_{\bar {\text{u}}})-(n_{\text{d}}-n_{\bar {\text{d}}})]\\S&=-\left(n_{\text{s}}-n_{\bar {\text{s}}}\right);\quad C=+\left(n_{\text{c}}-n_{\bar {\text{c}}}\right);\quad B^{\prime }=-\left(n_{\text{b}}-n_{\bar {\text{b}}}\right);\quad T=+\left(n_{\text{t}}-n_{\bar {\text{t}}}\right)\end{aligned}}}
Per convenzione, i numeri quantici di sapore (stranezza, charm, bottomness e topness) portano lo stesso segno della carica elettrica della particella. Quindi, poiché i quark strange e bottom hanno una carica negativa, hanno numeri quantici di sapore pari a −1. E poiché i quark charm e top hanno carica elettrica positiva, i loro numeri quantici di sapore sono +1.
Da un punto di vista della cromodinamica quantistica, la formula di Gell-Mann-Nishijima e la sua versione generalizzata possono essere derivate usando una simmetria di sapore SU(3) approssimativa perché le cariche possono essere definite usando le corrispondenti correnti di Noether conservate.